# Artemidora
Artemidora is een geslacht van vlinders van de familie spanners (Geometridae), uit de onderfamilie Ennominae.

## Soorten
- A. alphérakyi Wagner, 1918
- A. maracandaria Erschoff, 1874